# Marie Kessels
Marie Kessels (Nederweert, 11 december 1954) is een Nederlandse schrijfster van poëzie en proza. Zij debuteerde in 1988 met gedichten in het tijdschrift Raster.

## Werken
De romans van Marie Kessels zijn gepubliceerd bij uitgeverij De Bezige Bij te Amsterdam.
- 1991 Boa
- 1993 Een sierlijke duik
- 1995 De god met gouden ballen
- 1998 Ongemakkelijke portretten
- 2002 Het nietigste
- 2005 Niet vervloekt
- 2009 Ruw
- 2012 Het Lichtatelier
- 2015 Brullen
- 2018 Veldheer Banner
- 2021 Levenshonger

## Prijzen
- 1992 Lucy B. en C.W. van der Hoogtprijs
- 1993 Charlotte Köhler Stipendium
- 1999 Multatuliprijs
- 2001 Anna Bijns Prijs
- 2009 Ferdinand Bordewijk Prijs

## Nominaties
- 2010 Libris Literatuur Prijs